# Time.h
time.h — заголовочный файл стандартной библиотеки языка программирования C, содержащий типы и функции для работы с датой и временем.

## Вступление
Некоторые функции могут работать с местным временем, которое может отличаться от календарного, например в связи с часовыми поясами. Определены арифметические типы clock_t и time_t для представления времени, а структура struct tm содержит компоненты календарного времени.
| Имя           | Описание                          |
| ------------- | --------------------------------- |
| int tm_sec;   | Секунды от начала минуты - [0,60] |
| int tm_min;   | Минуты от начала часа - [0,59]    |
| int tm_hour;  | Часы от полуночи - [0,23]         |
| int tm_mday;  | День месяца - [1,31]              |
| int tm_mon;   | Месяцы после января - [0,11]      |
| int tm_year;  | Года с 1900                       |
| int tm_wday;  | Дни с воскресенья - [0,6]         |
| int tm_yday;  | Дни с первого января - [0,365]    |
| int tm_isdst; | Признак летнего времени           |

Поле tm_isdst имеет положительное значение, если активен режим летнего времени, нуль в противном случае и отрицательное значение, если информация о сезоне времени недоступна/неизвестна.

## Основные функции
clock_t clock(void)
Возвращает время, затраченное процессором на выполнение программы, представленное типом clock_t, или -1, если оно неизвестно. Размерность возвращаемого значения определяется при помощи константы CLOCKS_PER_SEC, которая задаёт количество единиц значения времени в одной секунде. Начало отсчёта времени, возвращаемого функцией clock(), не обязательно должно совпадать с началом выполнения программы, а промежутки времени, измеренные при помощи данной функции, могут не соответствовать аналогичным промежуткам календарного времени, в зависимости от ресурсов, выделяемых программе операционной системой.
time_t time(time_t *tp)
Возвращает текущее календарное время или −1, если это время не известно. Если указатель tp не равен NULL, то возвращаемое значение записывается также и в *tp
double difftime(time_t time2,time_t time1)
Возвращает разность time2-time1, выраженную в секундах.
time_t mktime(struct tm *tp)
Преобразует местное время, заданное структурой *tp, в календарное и возвращает его в том же виде, что и функция time(). Компоненты структуры будут иметь значения в указанных выше диапазонах. Функция возвращает календарное время или −1, если оно не представимо.
char *asctime(const struct tm *tp)
Преобразует время из структуры *tp в строку вида "Sun Jan 3 15:14:13 1988\n\0"

## Константы
CLOCKS_PER_SEC
Определяет количество тактов системных часов в секунду. Используется для пересчета величины, возвращаемой функцией clock(), в секунды. 
CLK_PER_SEC
Альтернативное имя константы CLOCKS_PER_SEC, используемое в некоторых библиотеках.
CLK_TCK
Вышедший из употребления макрос для константы CLOCKS_PER_SEC. 

## Типы данных
clock_t
Возвращается функцией clock(). Обычно определён как int или long int.
time_t
Возвращается функцией time(). Обычно определён как int или long int.
struct tm
Нелинейное, дискретное календарное представление времени.

## Пример использования
Вывод на экран текущего времени.
```
#include
 
<stdio.h>

#include
 
<time.h>

int
 
main
(
void
)

{

  
const
 
time_t
 
timer
 
=
 
time
(
NULL
);

  
printf
(
"%s
\n
"
,
 
ctime
(
&
timer
));

  
return
 
0
;

}

```

Visual Studio 2010
```
#include
 
<stdio.h>

#include
 
<time.h>

int
 
main
(
int
 
argc
,
 
char
**
 
argv
[])

{

  
time_t
 
t
 
=
 
time
(
NULL
);

  
struct
 
tm
*
 
aTm
 
=
 
localtime
(
&
t
);

  
printf
(
"%04d/%02d/%02d %02d:%02d:%02d 
\n
"
,
aTm
->
tm_year
+
1900
,
 
aTm
->
tm_mon
+
1
,
 
aTm
->
tm_mday
,
 
aTm
->
tm_hour
,
 
aTm
->
tm_min
,
 
aTm
->
tm_sec
);

  
getchar
();

  
return
 
0
;

}

```

Запись в файл
```
#include
 
<stdio.h>

#include
 
<time.h>

int
 
main
(
int
 
argc
,
 
char
**
 
argv
[])

{

  
time_t
 
t
 
=
 
time
(
NULL
);

  
struct
 
tm
*
 
aTm
 
=
 
localtime
(
&
t
);

  
FILE
*
 
hFILE
 
=
 
fopen
(
"test"
,
 
"w"
);

  
fprintf
(
hFILE
,
"%04d/%02d/%02d %02d:%02d:%02d"
,
aTm
->
tm_year
+
1900
,
 
aTm
->
tm_mon
+
1
,
 
aTm
->
tm_mday
,
 
aTm
->
tm_hour
,
 
aTm
->
tm_min
,
 
aTm
->
tm_sec
);

  
return
 
0
;

}

```